# Iseteneferte
Iseteneferte (Isetnefert) foi uma rainha da XIX dinastia egípcia (Império Novo), uma das esposas do faraó Ramessés II. Viveu entre 1279 e 1213 a.C. (datas aproximadas). 
Pensa-se que Iseteneferte sucedeu a Nefertari como "Grande Esposa Real" (esposa principal) de Ramessés, quando aquela morreu, acontecimento que teve provavelmente lugar no vigésimo quarto ou vigésimo quinto ano do reinado de Ramessés II.
Foi mãe dos príncipes Ramessés e Caemuassete, dois filhos de Ramessés II destinados a sucedê-lo, mas que morreram antes do pai. O seu filho Caemuassete foi um conhecido mago e sumo sacerdote de Ptá na cidade de Mênfis, que foi um apaixonado por antiguidades. Foi também mãe de Merneptá, o décimo terceiro filho de Ramessés que acabaria por ser seu sucessor. A sua filha, Bintanat (nome que significa "filha de Anat", uma divindade semita), sucedeu-a no papel de rainha principal, uma vez que casou com Ramessés II.
Iseteneferte não foi representada nos grandes monumentos de Ramessés II, como o Ramesseum. Em Abul-Simbel foram apenas representados alguns dos seus filhos, junto às pernas dos colossos de Ramessés II, que se encontram à entrada do templo. As vagas representações da rainha que se conhecem situam-se geograficamente no Baixo Egito e foram impulsionadas pelo seu filho Khaemuaset num gesto de amor pela mãe.
Foi sepultada no Vale das Rainhas, mas não foi até hoje descoberto o seu túmulo.